# David Hilbert
David Hilbert (Königsberg, 23 de janeiro de 1862 — Göttingen, 14 de fevereiro de 1943) foi um matemático alemão. Foi eleito membro estrangeiro da Royal Society em 1928. David Hilbert é um dos mais notáveis matemáticos, e os tópicos de suas pesquisas são fundamentais em diversos ramos da matemática atual.
David Hilbert nasceu em Königsberg, atualmente Kaliningrado, onde estudou na Universidade de Königsberg. Em 1895 foi nomeado professor da Universidade de Göttingen, onde lecionou até se aposentar, em 1930. Está sepultado no Stadtfriedhof de Göttingen. Hilbert é frequentemente considerado como um dos maiores matemáticos do século XX, no mesmo nível de Henri Poincaré. Devemos a ele principalmente a lista de 23 problemas, alguns dos quais não foram resolvidos até hoje, apresentada em 1900 no Congresso Internacional de Matemáticos em Paris.
Suas contribuições à matemática são diversas e envolvem, entre outras, a consolidação da teoria dos invariantes, que foi o objeto de sua tese; a transformação da geometria euclidiana em axiomas, com uma visão mais formal que Euclides, para torná-la consistente, publicada no seu Grundlagen der Geometrie (Fundamentos da geometria); trabalhos sobre a teoria dos números algébricos; a criação dos espaços que levam seu nome, durante seus trabalhos em análise sobre equações integrais; e contribuição para as formas quadráticas, que serviriam como bases matemáticas da teoria da relatividade de Albert Einstein.

## Vida

### Início da vida e educação
Hilbert, o primeiro dos dois filhos de Otto e Maria Teresa (Erdtmann) Hilbert, nasceu na província da Prússia, em Königsberg (de acordo com a declaração do próprio Hilbert) ou em Wehlau (conhecido desde 1946 como Znamensk), perto de Königsberg, onde seu pai trabalhou no momento de seu nascimento.
No outono de 1872, Hilbert entrou na Friedrichskolleg Gymnasium (a mesma escola que Immanuel Kant tinha assistido a 140 anos antes), contudo, depois de um período infeliz, ele transferiu-se para o Wilhelm Gymnasium (Outono de 1879), graduando-se na primavera de 1880. Após a formatura, no outono de 1880, Hilbert matriculou-se na Universidade de Königsberg, o "Albertina ". Na primavera de 1882, o também nativo de Königsberg, Hermann Minkowski (dois anos mais jovem do que Hilbert, mas tão talentoso quato), que se formara no início de seu ginásio e fora a Berlim para três semestres, voltou a Königsberg e entrou na universidade. "Hilbert sabia de sua sorte ao vê-lo. Apesar da desaprovação de seu pai, ele logo fez amizade com o tímido, mas dotado, Minkowski".

### Carreira
Em 1884, Adolf Hurwitz chegou a Göttingen como um 'extraordinarius'  (i.e. professor associado). Um intercâmbio científico intenso e rico entre os três começou, especialmente entre Minkowski e Hilbert, que exerceriam uma influência recíproca um com o outro em suas carreiras científicas. Em 1885, Hilbert obteve seu doutorado com uma tese orientada por Ferdinand von Lindemann e intitulada como Über invariante Eigenschaften spezieller binärer Formen, insbesondere der Kugelfunktionen (Sobre as características invariantes de formas binárias especiais, em particular a função esférica harmônica). Hilbert permaneceu na Universidade de Königsberg como professor de 1886 a 1895.

### A escola de Göttingen
Entre os estudantes de Hilbert, constam Hermann Weyl, o campeão de xadrez Emanuel Lasker, Ernst Zermelo e Carl Gustav Hempel. John von Neumann era seu assistente. Na universidade de Göttingen, Hilbert era cercado por um círculo social de alguns dos mais importantes matemáticos do século XX, como Emmy Noether e Alonzo Church. Entre seus 69 estudantes de pós-doutorado, estavam muitos dos quais iriam se tornar futuramente matemáticos famosos, como (com data de tese) Otto Blumenthal (1898), Felix Bernstein (1901), Hermann Weyl (1908), Richard Courant (1910), Erich Hecke (1910), Hugo Steinhaus (1911) e Wilhelm Ackermann (1925). Entre 1902 e 1939, Hilbert foi editor do "Anais da Matemática", o principal jornal matemático na época.
"Bom, ele não tinha imaginação suficiente para se tornar um matemático".—  Resposta de Hilbert após escutar que um de seus estudantes desistira dos estudos matemáticos para estudar poesia.

### Anos futuros
Hilbert viveu para ver os nazistas acabarem com muitos membros do corpo docente da Universidade de Göttingen em 1933. Daqueles que foram expulsos, estão inclusos Hermann Weyl (que tomou a posição de Hilbert quando ele se aposentou em 1930), Emmy Noether e Edmund Landau. Um que teve que deixar a Alemanha, Paul Bernays, colaborara com Hilbert na Lógica Matemática, publicando juntos o livro "Grundlagen der Mathematik" (Princípios da Matemática, que eventualmente apareceu em 2 volumes, em 1934 e 1939). Esta foi a consequência para o livro de Hilbert-Ackermann 'Princípios da Lógica Matemática' em 1928.
Quando Hilbert morreu em 1943, os Nazistas haviam acabado de recompor a equipe da universidade, na medida em que muitos dos ex-professores tinham sido judeus ou casados com judeus. O funeral de Hilbert foi assistido por menos de uma dúzia de pessoas, dos quais somente dois eram colegas acadêmicos, dentre eles, Arnold Sommerfeld, um físico teórico e também nativo de Königsberg. A notícia de sua morte só tornou-se conhecida no mundo mais amplo seis meses depois.
Hilbert foi batizado e criado na Igreja Protestante Reformada. Ele, mais tarde, deixou a Igreja e tornou-se um agnóstico. Ele também argumentou que a verdade matemática era independente da existência de Deus ou de outras suposições.
O epitáfio em sua lápide em Göttingen consiste nas famosas frases que ele falou na conclusão do seu discurso de aposentadoria para a Sociedade Alemã de Cientistas e Físicos em 8 de setembro de 1930. As palavras foram dadas em resposta à máxima latina: "Ignoramus et ignorabimus" ou "Não sei, não saberemos":
Wir müssen wissen.
Wir werden wissen.
Em português:
Devemos saber.
Saberemos.
Um dia antes que Hilbert pronunciasse estas frases na reunião anual de 1930 da Sociedade Alemã de Cientistas e Físicos, Kurt Gödel, em uma mesa redonda durante a Conferência de Epistemologia, anunciou a primeira expressão de seu teorema da incompletude.

### Vida pessoal
Em 1892, Hilbert casou-se com Käthe Jerosch (1864-1945), "uma filha de um comerciante de Königsberg e uma jovem espontânea com uma independência de espírito que combinava com o seu próprio". Enquanto em Königsberg, tiveram seu único filho, Franz Hilbert (1893-1969). Em 1895, como resultado de uma intervenção em seu nome por Felix Klein, obteve o cargo de Professor de Matemática na Universidade de Göttingen, na época, o melhor centro de pesquisa para a matemática do mundo. Ele permaneceu lá para o resto de sua vida.
O filho de Hilbert Franz sofreu, ao longo de sua vida, de uma doença mental não diagnosticada: seu intelecto inferior era uma terrível decepção para seu pai e este infortúnio era uma questão de angústia para os matemáticos e estudantes de Göttingen. Além disso, Minkowski, o "melhor e mais verdadeiro amigo" de Hilbert, morreu prematuramente de um apêndice rompido em 1909.

## Axiomatização da geometria
O livro Grundlagen der Geometrie (Fundamentos da Geometria) foi publicado inicialmente em 1899, com modificações e acréscimos em diversas edições posteriores. Nesse livro, Hilbert apresenta um novo conjunto de axiomas para a geometria, muito maior que o sistema original de Euclides, sistematizando desenvolvimentos realizados no século XIX e apresentando o sistema com superior rigor formal. Além do desenvolvimento geométrico, os Fundamentos de Geometria apresentam demonstrações de independência e consistência relativa de alguns dos axiomas, o que constitui um desenvolvimento meta-teórico.

## Período nazista
Hilbert vivenciou o fim da dinastia matemática da Universidade de Göttingen, a partir de 1933, quando Adolf Hitler assumiu o poder na Alemanha, tendo então os nazistas afastado a maior parte dos membros da faculdade.
Cerca de um ano após este desastre, Hilbert frequentou um banquete e sentou-se ao lado do novo ministro da educação nazista, Bernhard Rust. Rust perguntou, "É mesmo verdade, professor, que o seu instituto sofreu muito com a partida dos judeus e dos seus amigos?" Hilbert respondeu, "Sofreu? Não, Herr Minister, não sofreu. Ele simplesmente deixou de existir".
Quando Hilbert faleceu em 1943, os nazistas tinham, praticamente, acabado com a universidade, uma vez que muitos de seus membros eram judeus, ou casados com judeus. Seu funeral foi presenciado por menos de uma dúzia de pessoas, das quais apenas duas eram colegas da universidade.

## A curva de Hilbert

8 passos da construção da curva fractal de Hilbert.

A curva de Hilbert é uma curva fractal contínua que foi descrita pela primeira vez por David Hilbert em 1891.

## Frase célebre
- Ignoramus et ignorabimus é uma expressão em latim que significa ignoramos e ignoraremos, que exprime o pessimismo acerca dos limites do conhecimento científico, por altura do século XIX. O fisiologista alemão Emil du Bois-Reymond exprimiu esta frase na sua obra Über die Grenzen des Naturerkennens de 1872. [4]
Em resposta a esta famosa expressão, frisando limitações no campo do saber e em defesa de um maior otimismo na área das pesquisas científicas, Hilbert dirigiu as seguintes notórias linhas aos membros da *Sociedade de Cientistas e Médicos da Alemanha no seu discurso de aposentadoria no outono europeu de 1930:[4]
- Wir müssen wissen. Wir werden wissen. (Nós precisamos saber, e nós iremos saber).
- O epitáfio em sua lápide em Göttingen contém seu nome e, logo abaixo, estas mesmas palavras.
- A física é demasiado difícil para os físicos.[4]

## Contribuições à matemática e à física

### Resolvendo o Problema de Gordan
O primeiro trabalho de Hilbert sobre funções invariantes levou-o à demonstração, em 1888, de seu famoso teorema da finitude. Vinte anos antes, Paul Gordan havia demonstrado o teorema da finitude de geradores para formas binárias usando uma abordagem computacional complexa. Tentativas de generalizar seu método para funções com mais de duas variáveis falharam devido à enorme dificuldade dos cálculos envolvidos. Para resolver o que ficou conhecido em alguns círculos como o "Problema de Gordan, Hilbert percebeu que era necessário tomar um caminho completamente diferente. Como resultado, ele demonstrou o teorema base de Hilbert, mostrando a existência de um conjunto finito de geradores, para os invariantes dos quânticos em qualquer número de variáveis, mas de forma abstrata. Ou seja, ao demonstrar a existência de tal conjunto, não era uma prova construtiva — não exibia "um objeto" —, mas sim uma prova de existência e se baseava no uso da lei do meio excluído em uma extensão infinita.

Hilbert enviou seus resultados para o Mathematische Annalen. Gordan, o especialista da casa na teoria dos invariantes para o Mathematische Annalen, não pôde apreciar a natureza revolucionária do teorema de Hilbert e rejeitou o artigo, criticando a exposição porque não era suficientemente abrangente. Seu comentário foi:
Das ist nicht Mathematik. Das ist Theologie. 

Isso não é Matemática. Isto é Teologia. 
Klein, por outro lado, reconheceu a importância da obra e garantiu que ela seria publicada sem alterações. Encorajado por Klein, Hilbert estendeu seu método em um segundo artigo, fornecendo estimativas sobre o grau máximo do conjunto mínimo de geradores, e o enviou mais uma vez aos Annalen. Depois de ter lido o manuscrito, Klein escreveu-lhe, dizendo:
Sem dúvida, esta é a obra mais importante sobre álgebra geral que os Annalen já publicaram. 
Mais tarde, depois que a utilidade do método de Hilbert foi universalmente reconhecida, o próprio Gordan diria:
Convenci-me de que até a teologia tem os seus méritos. 
Apesar de todos os seus sucessos, a natureza de sua prova criou mais problemas do que Hilbert poderia imaginar. Embora Kronecker tivesse admitido, Hilbert mais tarde responderia às críticas semelhantes de outros de que "muitas construções diferentes são subsumidas sob uma ideia fundamental" - em outras palavras (para citar Reid): "Através de uma prova de existência, Hilbert tinha sido capaz de obter uma construção"; "a prova" (ou seja, os símbolos na página) era "o objeto".  Nem todos estavam convencidos. Enquanto Kronecker morreria logo depois, sua filosofia construtivista continuaria com o jovem Brouwer e sua "escola" intuicionista em desenvolvimento, para o tormento de Hilbert em seus últimos anos.  De fato, Hilbert perderia seu "aluno talentoso" Weyl para o intuicionismo - "Hilbert foi perturbado pelo fascínio de seu ex-aluno com as ideias de Brouwer, que despertou em Hilbert a memória de Kronecker".  Brouwer, o intuicionista em particular, opôs-se ao uso da Lei do Meio Excluído sobre conjuntos infinitos (como Hilbert a havia usado). Hilberto respondeu:
Tomando o Princípio do Meio Excluído do matemático... é o mesmo que ... proibindo o pugilista de usar os punhos. 

### Axiomatização da geometria
O texto Grundlagen der Geometrie (tr.: Fundamentos da Geometria) publicado por Hilbert em 1899 propõe um conjunto formal, chamado axiomas de Hilbert, substituindo os axiomas tradicionais de Euclides. Evitam fragilidades identificadas nas de Euclides, cujas obras na época ainda eram usadas à moda dos livros didáticos. É difícil especificar os axiomas usados por Hilbert sem se referir à história de publicação dos Grundlagen, uma vez que Hilbert os alterou e modificou várias vezes. A monografia original foi rapidamente seguida por uma tradução francesa, na qual Hilbert acrescentou V.2, o Axioma da Completude. Uma tradução para o inglês, autorizada por Hilbert, foi feita por E.J. Townsend e protegida por direitos autorais em 1902. Esta tradução incorporou as alterações feitas na tradução francesa e, portanto, é considerada uma tradução da 2ª edição. Hilbert continuou a fazer mudanças no texto e várias edições apareceram em alemão. A 7ª edição foi a última a aparecer na vida de Hilbert. Novas edições se seguiram ao dia 7, mas o texto principal não foi revisado.
A abordagem de Hilbert sinalizou a mudança para o método axiomático moderno. Nisso Hilbert foi antecipado pelo trabalho de Moritz Pasch de 1882. Os axiomas não são tomados como verdades autoevidentes. A geometria pode tratar de coisas, sobre as quais temos intuições poderosas, mas não é necessário atribuir qualquer significado explícito aos conceitos indefinidos. Os elementos, como ponto, linha, plano e outros, poderiam ser substituídos, como Hilbert teria dito a Schoenflies e Kötter, por mesas, cadeiras, copos de cerveja e outros objetos semelhantes.  São as suas relações definidas que são discutidas.
Hilbert enumera primeiramente os conceitos indefinidos: ponto, reta, plano, deitado (relação entre pontos e linhas, pontos e planos, e linhas e planos), entre, congruência de pares de pontos (segmentos de reta) e congruência de ângulos. Os axiomas unificam a geometria plana e a geometria sólida de Euclides em um único sistema.

### Os 23 problemas
Hilbert apresentou uma lista altamente influente consistindo de 23 problemas não resolvidos no Congresso Internacional de Matemáticos em Paris em 1900. Esta é geralmente considerada como a compilação mais bem-sucedida e profundamente considerada de problemas abertos já produzida por um matemático individual.
Depois de retrabalhar os fundamentos da geometria clássica, Hilbert poderia ter extrapolado para o resto da matemática. Sua abordagem diferiu, no entanto, do posterior "fundacionista" Russell-Whitehead ou "enciclopedista" Nicolas Bourbaki, e de seu contemporâneo Giuseppe Peano. A comunidade matemática como um todo poderia se envolver em problemas dos quais ele havia identificado como aspectos cruciais de áreas importantes da matemática.

O conjunto de problemas foi lançado como uma palestra "Os Problemas da Matemática" apresentada durante o curso do II Congresso Internacional de Matemáticos realizado em Paris. A introdução do discurso que Hilbert proferiu dizia:
Quem, entre nós, não se contentaria em levantar o véu por trás do qual se esconde o futuro; olhar para os desenvolvimentos vindouros de nossa ciência e para os segredos de seu desenvolvimento nos séculos vindouros? Quais serão os fins para os quais tenderá o espírito das futuras gerações de matemáticos? Que métodos, que fatos novos o novo século revelará no vasto e rico campo do pensamento matemático? 
Ele apresentou menos da metade dos problemas no Congresso, que foram publicados nos atos do Congresso. Em uma publicação posterior, ele ampliou o panorama e chegou à formulação dos agora canônicos 23 Problemas de Hilbert. Ver também o vigésimo quarto problema de Hilbert. O texto completo é importante, pois a exegese das questões ainda pode ser motivo de inevitável debate, sempre que se pergunta quantas foram resolvidas.
Algumas delas foram resolvidas em pouco tempo. Outros foram discutidos ao longo do século 20, com alguns agora considerados inadequadamente abertos para chegar ao fechamento. Alguns continuam a ser desafios.
A seguir estão os cabeçalhos para os 23 problemas de Hilbert como eles apareceram na tradução de 1902 no Bulletin of the American Mathematical Society.
1. O problema de Cantor do número cardinal do contínuo.
2. A compatibilidade dos axiomas aritméticos.
3. A igualdade dos volumes de dois tetraedros de bases iguais e altitudes iguais.
4. Problema da reta como a menor distância entre dois pontos.
5. O conceito de Lie de um grupo contínuo de transformações sem a assunção da diferenciabilidade das funções que definem o grupo.
6. Tratamento matemático dos axiomas da física.
7. Irracionalidade e transcendência de certos números.
8. Problemas dos números primos (A "Hipótese de Riemann").
9. Prova da lei mais geral de reciprocidade em qualquer campo numérico.
10. Determinação da resolubilidade de uma equação diofantina.
11. Formas quadráticas com quaisquer coeficientes numéricos algébricos
12. Extensões do teorema de Kronecker sobre campos abelianos para qualquer reino algébrico da racionalidade
13. Impossibilidade da solução da equação geral do 7º grau por meio de funções de apenas dois argumentos.
14. Prova da finitude de certos sistemas completos de funções.
15. Fundamentação rigorosa do cálculo enumerativo de Schubert.
16. Problema da topologia de curvas e superfícies algébricas.
17. Expressão de formas definidas por quadrados.
18. Construção do espaço a partir de poliedros congruentes.
19. As soluções de problemas regulares no cálculo das variações são sempre necessariamente analíticas?
20. O problema geral dos valores de contorno (Problemas de valor limite em PDE's).
21. Prova da existência de equações diferenciais lineares com um grupo de monodromia prescrito.
22. Uniformização das relações analíticas por meio de funções automórficas.
23. Desenvolvimento dos métodos de cálculo das variações.

### Formalismo
Em um relato que se tornou padrão em meados do século, o conjunto de problemas de Hilbert foi também uma espécie de manifesto que abriu caminho para o desenvolvimento da escola formalista, uma das três principais escolas de matemática do século 20. Segundo o formalista, matemática é a manipulação de símbolos de acordo com regras formais acordadas. É, portanto, uma atividade autônoma do pensamento. Há, no entanto, espaço para dúvidas se as próprias visões de Hilbert eram simplisticamente formalistas nesse sentido.

#### Programa de Hilbert
Em 1920, Hilbert propôs um projeto de pesquisa em metamatemática que ficou conhecido como programa de Hilbert. Ele queria que a matemática fosse formulada sobre uma base lógica sólida e completa. Ele acreditava que, em princípio, isso poderia ser feito mostrando que:
1. toda a matemática segue de um sistema finito de axiomas corretamente escolhido; e
2. que algum sistema de axioma é comprovadamente consistente através de alguns meios, como o cálculo épsilon.

Ele parece ter tido razões técnicas e filosóficas para formular essa proposta. Afirmava sua antipatia pelo que ficara conhecido como ignorabimus, ainda uma questão ativa em seu tempo no pensamento alemão, e remontava nessa formulação a Emil du Bois-Reymond.
Este programa ainda é reconhecível na filosofia mais popular da matemática, onde é geralmente chamado de formalismo. Por exemplo, o grupo Bourbaki adotou uma versão diluída e seletiva como adequada aos requisitos de seus projetos gêmeos de (a) escrever obras enciclopédicas fundamentais e (b) apoiar o método axiomático como ferramenta de pesquisa. Esta abordagem tem sido bem sucedida e influente em relação ao trabalho de Hilbert em álgebra e análise funcional, mas não tem conseguido se envolver da mesma forma com seus interesses em física e lógica.

Hilbert escreveu em 1919:
Não estamos falando aqui de arbitrariedade em nenhum sentido. A matemática não é como um jogo cujas tarefas são determinadas por regras arbitrariamente estipuladas. Pelo contrário, é um sistema conceitual que possui necessidade interna que só pode ser assim e de modo algum de outra forma. 
Hilbert publicou seus pontos de vista sobre os fundamentos da matemática na obra de 2 volumes, Grundlagen der Mathematik.

#### Obra de Gödel
Hilbert e os matemáticos que trabalharam com ele em sua empresa estavam comprometidos com o projeto. Sua tentativa de apoiar a matemática axiomatizada com princípios definitivos, que poderiam banir as incertezas teóricas, terminou em fracasso.
Gödel demonstrou que qualquer sistema formal não contraditório, que fosse abrangente o suficiente para incluir pelo menos a aritmética, não pode demonstrar sua completude por meio de seus próprios axiomas. Em 1931, seu teorema da incompletude mostrou que o grande plano de Hilbert era impossível, como afirmado. O segundo ponto não pode, de forma razoável, ser combinado com o primeiro, desde que o sistema axiomático seja genuinamente finitário.
No entanto, as conquistas subsequentes da teoria da prova pelo menos esclareceram a consistência no que se refere às teorias de interesse central para os matemáticos. O trabalho de Hilbert havia iniciado a lógica nesse curso de esclarecimento; a necessidade de compreender o trabalho de Gödel levou então ao desenvolvimento da teoria da recursão e, em seguida, da lógica matemática como uma disciplina autônoma na década de 1930. A base para a ciência da computação teórica posterior, no trabalho de Alonzo Church e Alan Turing, também cresceu diretamente desse "debate".

### Análise funcional
Por volta de 1909, Hilbert dedicou-se ao estudo de equações diferenciais e integrais; Seu trabalho teve consequências diretas para partes importantes da análise funcional moderna. Para realizar esses estudos, Hilbert introduziu o conceito de um espaço euclidiano de dimensão infinita, mais tarde chamado de espaço de Hilbert. Seu trabalho nesta parte da análise forneceu a base para importantes contribuições para a matemática da física nas próximas duas décadas, embora de uma direção inesperada. Mais tarde, Stefan Banach ampliou o conceito, definindo espaços Banach. Os espaços de Hilbert são uma classe importante de objetos na área de análise funcional, particularmente da teoria espectral de operadores lineares auto-adjuntos, que cresceu em torno dela durante o século 20.

### Física
Até 1912, Hilbert era quase exclusivamente um matemático puro. Ao planejar uma visita de Bonn, onde estava imerso no estudo de física, seu colega matemático e amigo Hermann Minkowski brincou que ele teve que passar 10 dias em quarentena antes de poder visitar Hilbert. Na verdade, Minkowski parece responsável pela maioria das investigações físicas de Hilbert antes de 1912, incluindo seu seminário conjunto sobre o assunto em 1905.
Em 1912, três anos após a morte de seu amigo, Hilbert voltou seu foco para o assunto quase exclusivamente. Ele arranjou um "professor de física" para si. Ele começou a estudar a teoria cinética dos gases e passou para a teoria elementar da radiação e a teoria molecular da matéria. Mesmo após o início da guerra, em 1914, ele continuou seminários e aulas onde as obras de Albert Einstein e outros foram acompanhadas de perto.
Em 1907, Einstein havia enquadrado os fundamentos da teoria da gravidade, mas depois lutou por quase 8 anos para colocar a teoria em sua forma final.  No início do verão de 1915, o interesse de Hilbert pela física tinha se concentrado na relatividade geral, e ele convidou Einstein para Göttingen para proferir uma semana de palestras sobre o assunto. Einstein recebeu uma recepção entusiástica em Göttingen.  Durante o verão, Einstein aprendeu que Hilbert também estava trabalhando nas equações de campo e redobrou seus próprios esforços. Durante novembro de 1915, Einstein publicou vários artigos que culminaram em The Field Equations of Gravitation (ver Equações de campo de Einstein).  Quase simultaneamente, Hilbert publicou "The Foundations of Physics", uma derivação axiomática das equações de campo (ver ação de Einstein-Hilbert). Hilbert creditou totalmente Einstein como o criador da teoria e nenhuma disputa de prioridade pública sobre as equações de campo surgiu entre os dois homens durante suas vidas.  Veja mais em prioridade.
Além disso, o trabalho de Hilbert antecipou e auxiliou vários avanços na formulação matemática da mecânica quântica. Seu trabalho foi um aspecto chave do trabalho de Hermann Weyl e John von Neumann sobre a equivalência matemática da mecânica matricial de Werner Heisenberg e da equação de onda de Erwin Schrödinger, e seu espaço homônimo de Hilbert desempenha um papel importante na teoria quântica. Em 1926, von Neumann mostrou que, se os estados quânticos fossem entendidos como vetores no espaço de Hilbert, eles corresponderiam tanto à teoria da função de onda de Schrödinger quanto às matrizes de Heisenberg.
Ao longo dessa imersão na física, Hilbert trabalhou para colocar rigor na matemática da física. Embora altamente dependentes da matemática superior, os físicos tendiam a ser "desleixados" com ela. Para um matemático puro como Hilbert, isso era feio e difícil de entender. À medida que começou a entender a física e como os físicos estavam usando a matemática, ele desenvolveu uma teoria matemática coerente para o que encontrou – principalmente na área de equações integrais. Quando seu colega Richard Courant escreveu o agora clássico Methoden der mathematischen Physik (Métodos da Física Matemática), incluindo algumas das ideias de Hilbert, ele adicionou o nome de Hilbert como autor, embora Hilbert não tivesse contribuído diretamente para a escrita. Hilbert disse que "a física é muito difícil para os físicos", implicando que a matemática necessária estava geralmente além deles; o livro de Courant-Hilbert facilitou-lhes.

### Teoria dos números
Hilbert unificou o campo da teoria algébrica dos números com seu tratado Zahlbericht de 1897 (literalmente "relatório sobre números"). Ele também resolveu um problema significativo de teoria dos números formulado por Waring em 1770. Como com o teorema da finitude, ele usou uma prova de existência que mostra que deve haver soluções para o problema, em vez de fornecer um mecanismo para produzir as respostas.  Ele então tinha pouco mais a publicar sobre o assunto; mas o surgimento de formas modulares de Hilbert na dissertação de um estudante significa que seu nome está ainda mais ligado a uma área importante.
Ele fez uma série de conjecturas sobre a teoria do campo de classe. Os conceitos foram altamente influentes, e sua própria contribuição continua viva nos nomes do campo de classe de Hilbert e do símbolo de Hilbert da teoria de campo de classe local. Os resultados foram provados principalmente em 1930, após o trabalho de Teiji Takagi.
Hilbert não trabalhou nas áreas centrais da teoria analítica dos números, mas seu nome tornou-se conhecido pela conjectura de Hilbert-Pólya, por razões anedóticas.

## Obras
Suas obras coletadas (Gesammelte Abhandlungen) foram publicadas várias vezes. As versões originais de seus artigos continham "muitos erros técnicos de grau variado"; Quando a coleção foi publicada pela primeira vez, os erros foram corrigidos e descobriu-se que isso poderia ser feito sem grandes mudanças nas afirmações dos teoremas, com uma exceção - uma alegada prova da hipótese do continuum. Os erros foram, no entanto, tão numerosos e significativos que Olga Taussky-Todd levou três anos para fazer as correções.

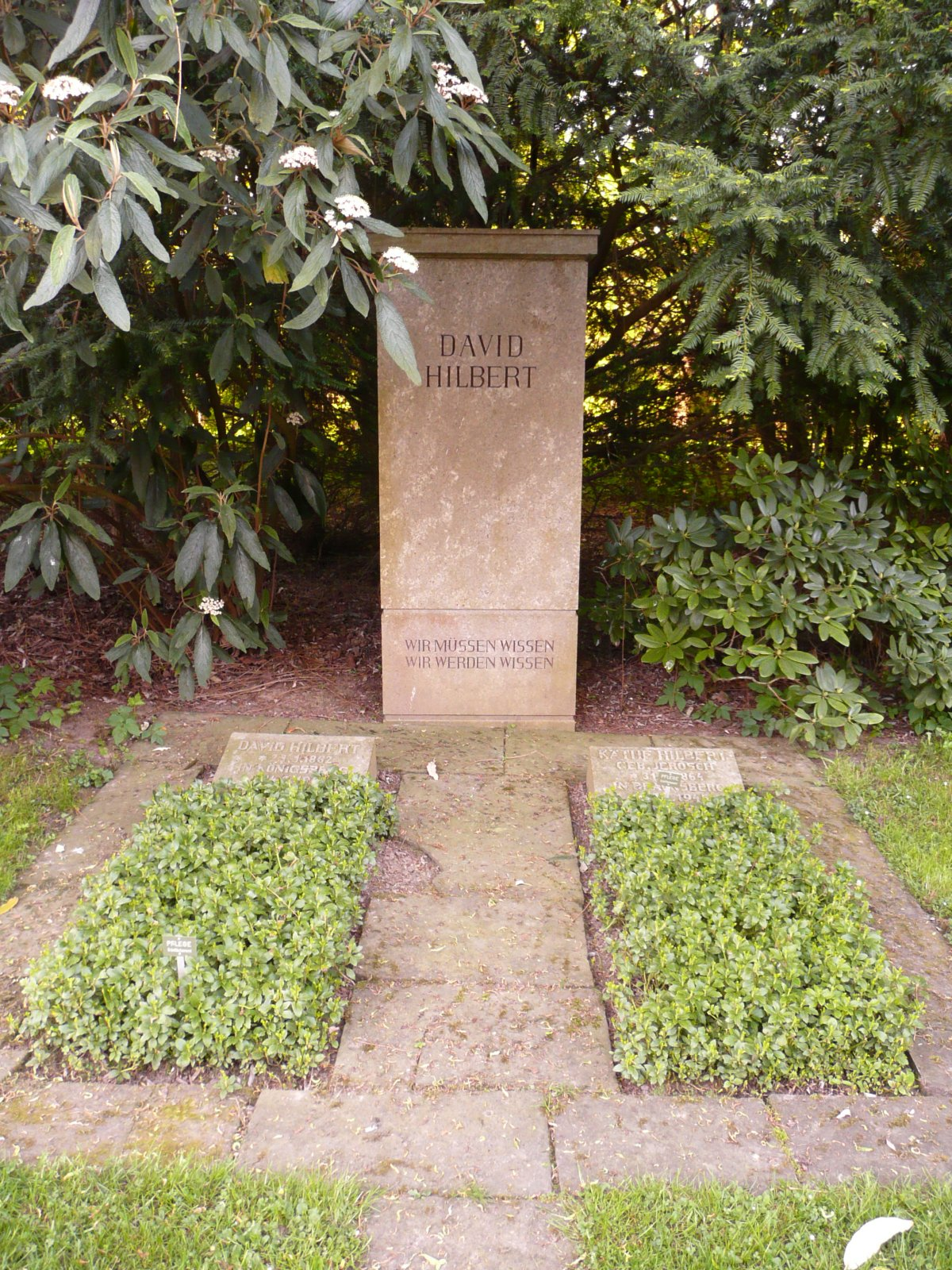
Sepultura de Hilbert em Göttingen

### Literatura primária em tradução para o inglês
- Ewald, William B., ed. (1996). From Kant to Hilbert: A Source Book in the Foundations of Mathematics. Oxford, UK: Oxford University Press
  - 1918. "Axiomatic thought," 1114–1115.
  - 1922. "The new grounding of mathematics: First report," 1115–1133.
  - 1923. "The logical foundations of mathematics," 1134–1147.
  - 1930. "Logic and the knowledge of nature," 1157–1165.
  - 1931. "The grounding of elementary number theory," 1148–1156.
  - 1904. "On the foundations of logic and arithmetic," 129–138.
  - 1925. "On the infinite," 367–392.
  - 1927. "The foundations of mathematics," with comment by Weyl and Appendix by Bernays, 464–489.
- van Heijenoort, Jean (1967). From Frege to Gödel: A source book in mathematical logic, 1879–1931. [S.l.]: Harvard University Press
- Hilbert, David (1950) [1902]. The Foundations of Geometry [Grundlagen der Geometrie] (PDF). Traduzido por Townsend, E.J. 2nd ed. La Salle, IL: Open Court Publishing. Cópia arquivada (PDF) em 28 December 2005 Verifique data em: |arquivodata= (ajuda)
- Hilbert, David (1990) [1971]. Foundations of Geometry [Grundlagen der Geometrie]. Traduzido por Unger, Leo 2nd English ed. La Salle, IL: Open Court Publishing. ISBN 978-0-87548-164-7. translated from the 10th German edition
- Hilbert, David; Cohn-Vossen, Stephan (1999). Geometry and Imagination. [S.l.]: American Mathematical Society. ISBN 978-0-8218-1998-2. An accessible set of lectures originally for the citizens of Göttingen.
- Hilbert, David (2004).  Hallett, Michael; Majer, Ulrich, eds. David Hilbert's Lectures on the Foundations of Mathematics and Physics, 1891–1933. Berlin & Heidelberg: Springer-Verlag. ISBN 978-3-540-64373-9

### Literatura secundária
- Bottazzini Umberto, 2003. Il flauto di Hilbert. Storia della matematica. UTET, ISBN 88-7750-852-3
- Corry, L., Renn, J., and Stachel, J., 1997, "Belated Decision in the Hilbert-Einstein Priority Dispute," Science 278: nn-nn.
- Dawson, John W. Jr 1997. Logical Dilemmas: The Life and Work of Kurt Gödel. Wellesley MA: A. K. Peters. ISBN 1-56881-256-6.
- Fölsing, Albrecht (1998). Albert Einstein. [S.l.]: Penguin
- Grattan-Guinness, Ivor, 2000. The Search for Mathematical Roots 1870–1940. Princeton Univ. Press.
- Mancosu, Paolo (1998). From Brouwer to Hilbert, The Debate on the Foundations of Mathematics in 1920s. [S.l.]: Oxford Univ. Press. ISBN 978-0-19-509631-6
- Mehra, Jagdish, 1974. Einstein, Hilbert, and the Theory of Gravitation. Reidel.
- Reid, Constance. (1996). Hilbert. New York: Springer. ISBN 0-387-94674-8 The definitive English-language biography of Hilbert.
- Rowe, D. E. (1989). «Klein, Hilbert, and the Gottingen Mathematical Tradition». Osiris. 5: 186–213. doi:10.1086/368687
- Sieg, Wilfried (2013). Hilbert's Programs and Beyond. [S.l.]: Oxford University Press. ISBN 978-0-19-537222-9
- Thorne, Kip, 1995. Black Holes and Time Warps: Einstein's Outrageous Legacy,  W. W. Norton & Company; Reprint edition. ISBN 0-393-31276-3.